# Палієнко Олександр
Палієнко Олександр (1890, ? — ?) — повстанський отаман, командир Особливого Ударного корпусу військ Директорії.

## Біографія
У листопаді 1918 році був ув'язнений у Косому Капонірі у Києві за участь у повстанні проти Павла Скоропадського. У ніч з 13 на 14 грудня 1918 року брав участь у повстанні ув'язнених під керівництвом отаманів Тютюнника і Вовка, в результаті якого повстанці захопили Печерськ.
З 15 грудня 1918 року — командир Особливого Ударного корпусу військ Директорії, який складався з учасників повстання проти влади гетьмана Павла Скоропадського у Києві. На чолі корпусу брав участь у придушенні більшовицького повстання у Житомирі 9 січня 1919 року. Під час придушення повстання, звинуватив представників місцевої єврейської громади в тому, що вони підтримували більшовицькі ідеї. Під його керівництвом солдати вчинили масштабний погром, що тривав з 8 по 13 січня 1919 р. Унаслідок погрому за різними підрахунками було вбито від 53 до 90 євреїв та розграбовано 3/4 всіх житомирських крамниць. Як тільки про погром стало відомо керівництву Директорії, Палієнка відкликали з поста командира Особливого Ударного корпусу військ. Замість цих військ до Житомира було введено кілька підрозділів колишньої УГА, що відзначалися більшим рівнем дисципліни. Ці загони зупинили єврейський погром та швидко навели лад у місті. Олександра Палієнка через кілька тижнів було затримано в м. Рівному, куди він втік, відчуваючи загрозу судового переслідування. За кілька тижнів після затримання у Рівному, Палієнка бачили в готелі Савой у Вінниці. Подейкували, що його захищали впливові фігури з уряду Петлюри. Зокрема Михайло Ковенко називав його "гордістю української армії".
Після цього тривалий час рейдував у запіллі Дієвої Армії УНР, аж доки на початку березня 1919 року загін не був роззброєний на станції Ярмолинці Окремим стрілецьким Запорізьким куренем Павла Шандрука.
Подальша доля невідома.